# Massanutten
Massanutten ist ein US-amerikanischer Census-designated place und Kurort im Rockingham County (Virginia) im Bundesstaat Virginia. Er ist in die Harrisonburg Metropolitan Area eingegliedert. Das U.S. Census Bureau hat bei der Volkszählung 2020 eine Einwohnerzahl von 2.164 ermittelt.

## Geographie
Massanutten liegt im Südosten des Rockingham County am gleichnamigen Massanutten Mountain und grenzt im Süden an das statistische Gebiet des CDPs McGaheysville.

## Geschichte
Als erster ständiger europäisch-amerikanischer Siedler in dem Gebiet des Shenandoahtal wird Adam Miller (Müller) (1703–1783) angesehen, einem Deutschen aus Schriesheim, der in 1726 das Tal in der Nähe des heutigen Elkton erreichte.
Das Rockingham Springs Hotel war der erste Erholungsort, der in Massanutten existierte. Im Jahre 1875 hatte Gerald T. Hopkins, ein Landwirt, ein Heilbad aus den natürlichen Quellen entwickelt. Ein dreistöckiges Hotel wurde in der Nähe der Jagdhütte der Familie (Hunters Cabin) gebaut, die noch heute am Hopkins Park, nahe der Kreuzung Lanier Lane und Massanutten Drive, steht. Als die Beliebtheit des Kurorts nachließ wurde das Hotel 1915 geschlossen. Der Dichter Sidney Lanier besuchte Rockingham Springs, bevor er eine Lehrstelle an der Johns Hopkins University antrat. Die Lanier Lane folgt der Route zu dem Rockingham Springs Hotel.
In den späten 1960er Jahren stellte sich John L. Hopkins, der Urenkel von Gerald T. Hopkins ein Skigebiet in Massanutten vor.

### Forderung nach Stadtrechten
Um 2010 hat sich eine Bürgerinitiative gegründet, die darauf hinstrebt den CDP Massanuten in eine Stadt umzuwandeln. In 2019 wurde hierzu eine Petition durchgeführt, welche darauf hinwirken soll ein Gesetzgebungsverfahren in der Virginia General Assembly auszulösen. Das Ergebnis war eine Zustimmung zur Erlangung der Stadtrechte bei 860 Stimmen. Dies führt zu einer Zustimmung von 56 %, da es sich um die rund 1530 wahlberechtigten Wähler innerhalb des vorgeschlagenen Stadtgebietes handelt. Die Frist zur Einreichung von Gesetzen bei der Virginia General Assembly ist jedoch am 17. Januar 2020 ohne Gesetz durch den für den Wahlkreis repräsentierenden Senatoren abgelaufen. Als Grund wird unter anderem angeführt, dass in dieser Legislaturperiode kein ausreichender Konsens wahrscheinlich sei, bis eine hinreichende Klärung der Probleme der Verwaltungsaufgaben einer künftigen Stadt gelöst seien. Des Weiteren wurde seit 30 Jahren in Virginia keine Stadt mehr inkorporiert.

## Sport
In Massanutten befindet sich seit 1972 eine Skihütte, welche für 800.000 Dollar errichtet wurde. Die Skipisten wurden in 1973 eröffnet. Des Weiteren wurde in 2014 ein erweitertes Wintersport-Lernzentrum fertiggestellt.

### Radsport
Im Jahr 1992 führte die sechste Etappe der Tour DuPont von Hagerstown in Maryland nach Massanutten. Lance Armstrong wurde Zeitsieger, während Greg LeMond die Tour gewann.
Im April findet das jährliche Massanutten YEE-HA! Downhill Mountain Bike-Rennen; das zweite Rennen der Downhill Southeast Series. Im Juni findet das jährliche HOO-HA! Mountain Bike-Rennen statt.